# Zenetudományi Könyvtár
A Zenetudományi Könyvtár egy 20. század eleji magyar zenetudományi könyvsorozat volt. A sorozat 1912 és 1916 között jelent meg, ill. 1923-1925-ben még három kötetet adott közre. A Sereghy Elemér által szerkesztett sorozat a következő köteteket tartalmazta:
- 1. Wajdics Károly: Palesztrina. 20 l.
- 2. Geszler Ödön: A koncert-forma. 32 l.
- 4. Lavotta Rudolf: A programmzenéről. 20 l.
- 5. Perényi Géza: Beethoven kilenc szimfóniája. 189 l.
- 6. Geszler Ödön: Liszt szimfonikus művei. 162 l., 1 t.
- 7. Lavotta Rudolf: Általános zenetörténet. 185 l.
- 8. Kerteszty István: Rousseau. 20, 16 l.
- 9. Sereghy Elemér: A kínai zenéről. 39 l.
- 10. Hermann László: Paganini. 96 l.
- 11. Lavotta Rudolf: A tánc pszichológiája. 32 l.
- 12. Sereghy Elemér: Zenei alapismeretek. 47 l.
- 13. Baumgartner Lajos: Bayreuth. 29 l., 4 t.
- 14. Richard Batka: A régi görögök zenéje. 32 l.
- 15. Stein Márton: A klarinét. 16 l.
- 16. Freund Ernő: Összhangzattan. 64 l.
- 17. Kabay Kálmán: A szimfonikus költemény eszthetikai tényezői és története. 40 l.
- 18. Ságody Otmár: Magyar zene. Számos hangjegypéldával. 78 l.
- 19. Lavotta Rudolf: Zeneesztétika. 304 l.
- Lavotta Rudolf: Általános zenetörténet; 4. bőv. kiad.; Németh, Bp., 1923
- Sereghy Elemér: Zenei alapismeretek; 2. bőv. kiad.; Németh, Bp., 1923
- Zenei aforizmák. Tudósok, írók és művészek följegyzéseiből összegyűjt Sereghy Elemér; Németh, Bp., 1925